# 总状花羊蹄甲
总状花羊蹄甲（学名：Bauhinia racemosa）是豆科羊蹄甲属的植物。分布在印度、马来西亚、缅甸以及中国大陆的云南等地，生长于海拔300米至500米的地区，目前尚未由人工引种栽培。